# Edgard De Caluwé
Edgard De Caluwé (Denderwindeke, Ninove, 1 de julho de 1913-Geraardsbergen, 16 de maio de 1985) foi um ciclista belga que foi profissional entre 1933 e 1947.
Durante a sua carreira profissional conseguiu 15 vitórias, entre elas um Volta à Flandres, uma Paris-Bruxelas e uma Bordéus-Paris.

## Palmarés
- 1933
  - 1º na Bruxelas-Liège
  - 1º em Erembodegem-Terjoden
  - 1º na Volta à Bélgica dos independentes
  - 1º no Tour de Flandres dos independentes
- 1934
  - 1º no Grande Prêmio de Hoboken
- 1935
  - 1º na Paris-Bruxelas
  - 1º na Bordéus-Paris
- 1936
  - 1º em Luyterhagen
  - Vencedor de uma etapa do Tour norteño
- 1937
  - Vencedor de uma etapa à Volta em Alemanha
  - Vencedor de duas etapas do Tour norteño
- 1938
  - 1º no Volta à Flandres
- 1945
  - 1º no Grande Prêmio Beeckman-de Caluwé a Ninove
  - 1º no Prêmio Victor Standaert a Ninove

### Resultados ao Tour de France
- 1934. Abandona (18º etapa)
- 1935. Abandona (9º etapa)